# Christoph der Starke

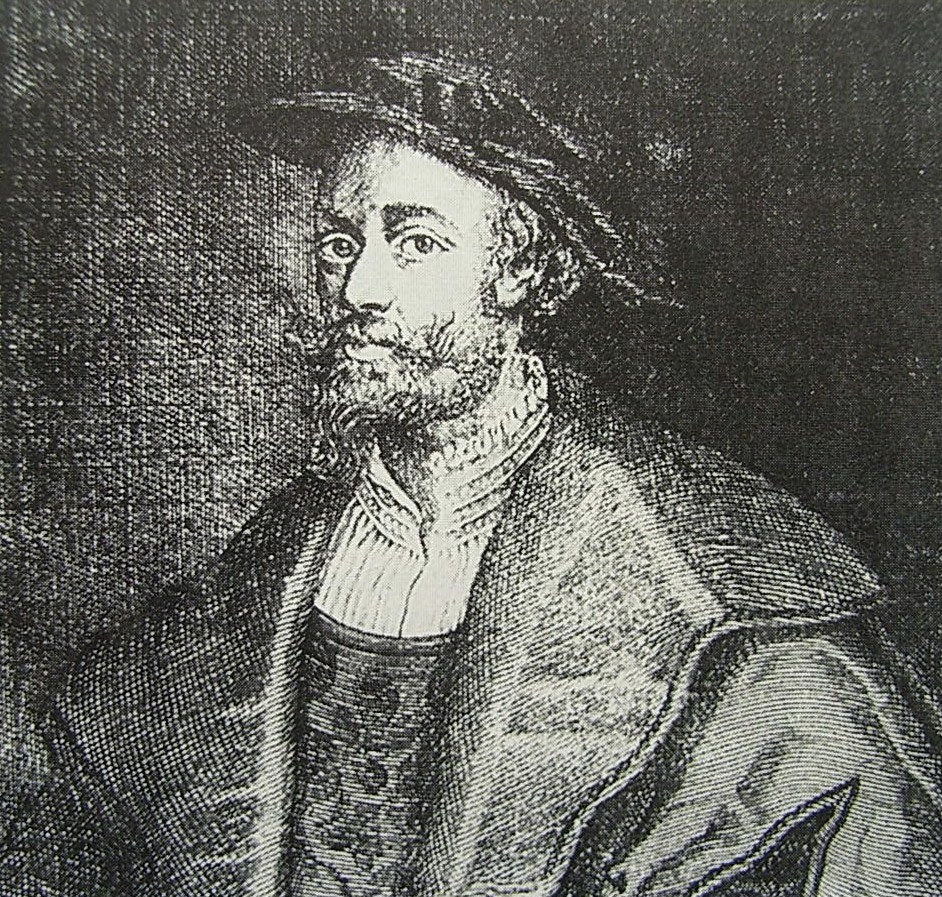
Herzog Christoph der Starke

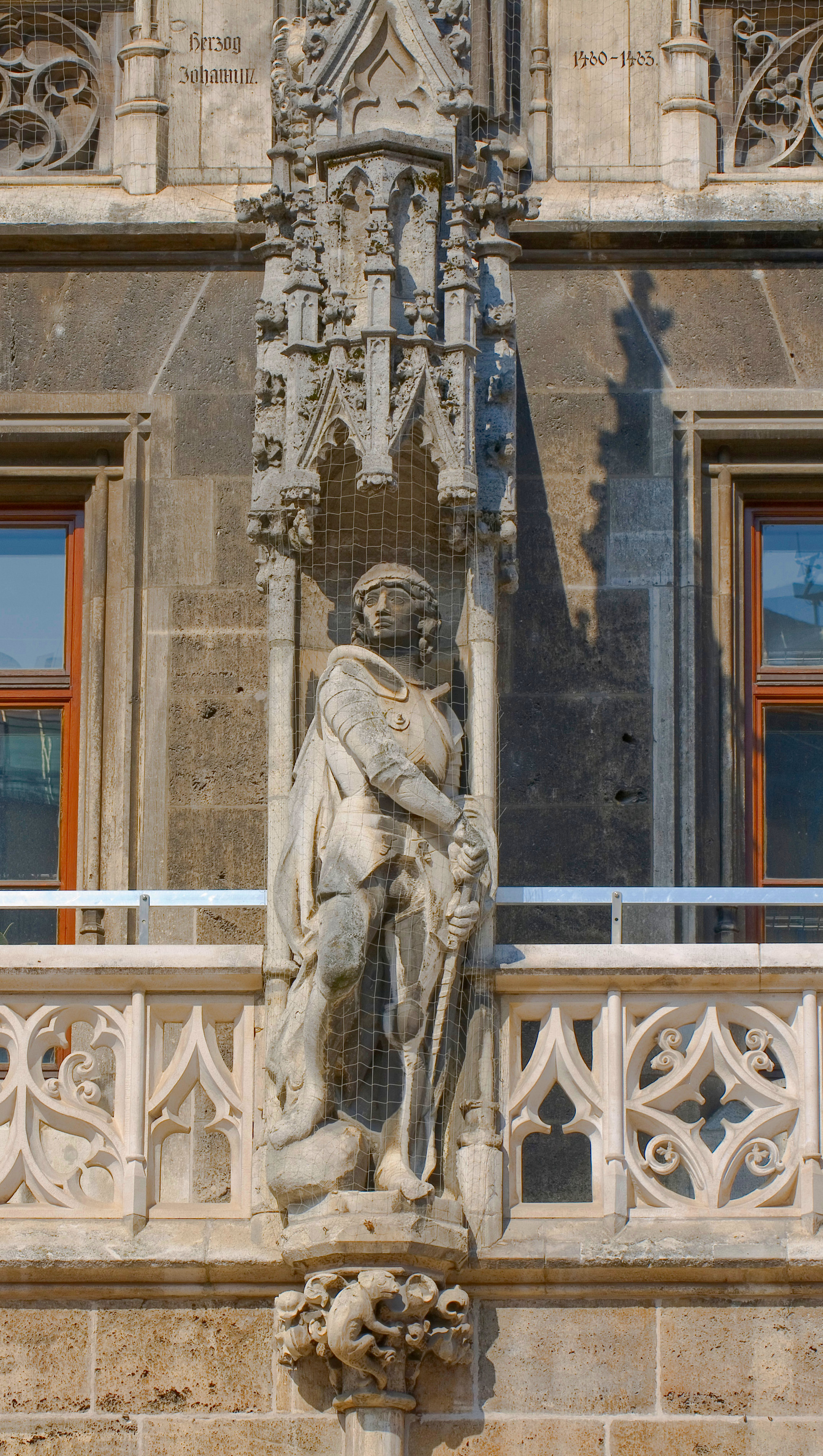
Statue Christoph des Starken an der Südfassade des Neuen Rathauses in München

Herzog Christoph der Starke von Bayern-München (auch Christoph der Kämpfer; * 6. Januar 1449 in München; † 15. August 1493 auf der Insel Rhodos) war ein Sohn des Bayernherzogs Albrechts III. mit Anna von Braunschweig-Grubenhagen und ein Bruder Herzog Albrechts des Weisen.

## Leben
Christoph war wie sein älterer Bruder Albrecht für den geistlichen Stand bestimmt. Als Albrecht 1467 Alleinherrscher im Herzogtum Bayern-München wurde, erhob er Anspruch auf die Teilhabe an der Regierung. Vor seinem Tode hatte sein Vater Albrecht noch verordnet, dass immer nur die beiden ältesten Söhne herrschen sollten, somit sah sich Christoph an der Reihe, an der Regierung beteiligt zu werden.
Er verbündete sich mit dem Ritterbund der „Böckler“, doch erreichte Albrecht, dass der Bund auf dem Reichstag von Regensburg am 28. Oktober 1467 durch kaiserlichen Erlass für aufgelöst erklärt wurde. 
Daraufhin vermittelte Herzog Ludwig von Bayern-Landshut zwischen den beiden Brüdern und brachte am 16. Januar 1468 einen Schiedsspruch zustande. Demnach sollte Albrecht in Jahresfrist Christoph als Mitherrscher annehmen. Einstweilen sollte er die Stadt Kelheim und eine gewisse Summe jährlich erhalten. Als Albrecht im Böcklerkrieg 1468/69 die Böckler niedergeworfen hatte, verzichtete Christoph für vorerst fünf Jahre auf die Mitherrschaft und begnügte sich mit Schloss Pähl am Ammersee nebst 8000 Gulden Jahreseinkommen. Da Albrecht ihm nicht traute, ließ er ihn am 23. Februar 1471 während eines Bades in München überwältigen und 19 Monate inhaftieren. Erst am 9. Oktober 1472 entließ er ihn auf Drängen des Kaisers und seiner Verwandten gegen die eidesstattliche Versicherung, sich nicht zu rächen. Im März 1475 entsagte er für weitere 10 Jahre der Regierung und enthielt als Entschädigung die Städte Landsberg und Weilheim nebst einem Jahresgeld. Zudem wurden seine Schulden in Höhe von 20.000 Gulden bezahlt.
Herzog Christoph zog 1476 an den ungarischen Hof als Ritter im Dienste des Königs Matthias Corvinus, denn in den Auseinandersetzungen von Corvinus mit Kaiser Friedrich III. waren die bayerischen Wittelsbacher Verbündete der Ungarn. 1477 kehrte er zurück und forderte 1485 erneut seinen Anteil an der Regierung. Dies wies der Kaiser zurück, und Albrecht verlangte daraufhin die Herausgabe der Städte Landsberg und Weilheim. Am 23. Februar 1485, als er sich gerade in Augsburg aufhielt, nahm ihm Albrechts Feldhauptmann Niclas von Abensberg die beiden Städte ab. Daraufhin überfiel Christoph am 28. Februar Niklaus von Abensberg und machte ihn und seine wenigen Gefolgsleute nieder. Christoph bereute anschließend seine Tat und pilgerte zur Buße nach Andechs. Am 17. Juni entsagte er für immer allen Ansprüchen auf Mitherrschaft gegen Überweisung der Städte Schongau und Weilheim, der Schlösser Pähl und Rauhenlechsberg, der Bezahlung seiner Schulden und Zahlung einer gewissen Jahressumme. 1488 zog er mit einem Heer zur Befreiung König Maximilians nach Brügge. 
1489 eskalierte der Konflikt zwischen dem regierenden Herzog Albrecht und seinen Brüdern erneut. Christoph und Wolfgang hatten erfahren, dass Albrecht für den Fall, dass er ohne erbberechtigte Söhne sterben sollte, Georg von Bayern-Landshut zum Erben eingesetzt hatte, und traten daraufhin dem gegen Albrecht gerichteten Löwlerbund bei. Der Kaiser, dessen Tochter Kunigunde Albrecht gegen seinen Willen geheiratet hatte, unterstützte ihre erneute Forderung nach Mitregierung und ernannte auf Wolfgangs Vorschlag hin Philipp von der Pfalz zum Schiedsrichter im Streit zwischen den Brüdern.
Als Herrscher über Güter um die wittelsbachische Nebenresidenz Schongau stiftete Christoph der Stadt um 1490 eine eigene Mühle, die heutige Herzogsägmühle. 1490 kämpfte er im Dienste des Königs in Ungarn gegen Wladislaw II. 1493 unternahm er mit Kurfürst Friedrich III. von Sachsen eine Wallfahrt ins Heilige Land, die er in einem Pilgerbuch beschrieb. Er wurde mit Kurfürst Friedrich in Jerusalem 1493 zum Ritter des Ritterordens vom Heiligen Grab geschlagen. Auf der Heimreise erkrankte er in Rhodos an den Folgen eines Bades und starb.

## Rezeption
Um Christophs Kraft und Stärke zu betonen, wird in Münchens Sagenschatz von folgender Begebenheit erzählt: Im Jahre 1490 beteiligte er sich in der Münchner Residenz an einem ritterlichen Wettkampf, aus welchem er als Sieger hervorging. Angeblich konnte er im Mauerlauf einen Nagel „12 Schuh von der Erd“ (ca. 3,60 Meter) mit dem Fuß von der Wand herabschlagen; außerdem warf er angeblich einen 364 Pfund schweren Stein 9 Schritte weit. An der Tormauer zum Brunnenhof der Residenz erinnern eine Inschrift, der Stein und der höchste von drei Nägeln an diese Tat.
Sein Prunkschwert war Highlight und Symbol der Bayerischen Landesausstellung Bayern – Ungarn. Tausend Jahre im Jahr 2001.
Der Herzog spielt auch eine Rolle bei den Darbietungen der Landshuter Hochzeit.
Die holzgeschnitzte Figurengruppe der Moriskentänzer des Münchner Bildhauers Erasmus Grasser wurde inspiriert von einem Festbankett Christophs des Starken.
Ein Standbild des Herzogs ist an der Fassade des Neuen Münchner Rathauses am Marienplatz angebracht (1. Obergeschoss, sechste Figur von links).